# Oceans (Pearl Jam)
Oceans è un singolo dei Pearl Jam; il brano è contenuto nell'album di debutto Ten. La canzone fu caratterizzata dalla band come una delle più sperimentali nel loro documentario audio "Star Profile" del 2000.

## Significato del testo
La canzone fu ispirata dalla passione di Eddie Vedder per il surf. Dopo l'esibizione del 1992 a MTV Unplugged, Eddie dichiarò:

## Video musicale
Il video clip, diretto da Josh Taft, fu filmato nelle Hawaii nel mese di settembre del 1992. Mostra le immagini della band che pratica surf assieme a quelle dove suonano la canzone; fu rilasciato solo al di fuori degli Stati Uniti. Nel 2000 è stato incluso tra gli extra del DVD Touring Band 2000.

## Formati e tracklist
- Compact Disc Single (USA, Europa, Australia, Regno Unito e Austria)
  1. "Oceans" (Eddie Vedder, Stone Gossard, Jeff Ament) – 2:44
  2. "Why Go" (live) (Vedder, Ament) – 3:30
  3. "Deep" (live) (Vedder, Gossard, Ament) – 4:24
  4. "Alive" (live) (Vedder, Gossard) – 5:46

  - Canzoni dal vivo registrate alla Radio VARA l'8 giugno 1992 al Pinkpop Festival nei Paesi Bassi.
- Cassette Single (Australia)
  1. "Oceans" (Vedder, Gossard, Ament) – 2:44
  2. "Why Go" (live) (Vedder, Ament) – 3:30
  3. "Deep" (live) (Vedder, Gossard, Ament) – 4:24
  4. "Alive" (live) (Vedder, Gossard) – 5:46

  - Canzoni dal vivo registrate alla Radio VARA l'8 giugno 1992 al Pinkpop Festival nei Paesi Bassi.